# August Wester
Pour les articles homonymes, voir Wester.
August Wester (né le 12 février 1882 à Newark (New Jersey) et mort en septembre 1960 à Irvington (New Jersey)) est un lutteur sportif américain.

## Biographie
August Wester obtient une médaille d'argent olympique, en 1904 à Saint-Louis en poids coqs.